# Episodi di Sky Rojo (prima stagione)
La prima stagione della serie televisiva Sky Rojo, composta da 8 episodi, è stata distribuita sulla piattaforma di streaming Netflix il 19 marzo 2021.
| n° | Titolo originale     | Titolo italiano            | Pubblicazione |
| -- | -------------------- | -------------------------- | ------------- |
| 1  | Sofá de escay rojo   | Divano in similpelle rossa | 19 marzo 2021 |
| 2  | La realidad paralela | Universo parallelo         | 19 marzo 2021 |
| 3  | El amor de las putas | L'amore di una prostituta  | 19 marzo 2021 |
| 4  | Polvo y sangre       | Sesso e sangue             | 19 marzo 2021 |
| 5  | La evasión           | L'evasione                 | 19 marzo 2021 |
| 6  | Liebres o zorra      | Volpi e lepri              | 19 marzo 2021 |
| 7  | Pensar con la polla  | Pensare con il ca**o       | 19 marzo 2021 |
| 8  | Trampa de osos       | Trappola per orsi          | 19 marzo 2021 |

## Divano in similpelle rossa
- Titolo originale: Sofá de escay rojo
- Diretto da: Jesús Colmenar, David Victori, Óscar Pedraza e Eduardo Chapero-Jackson
- Scritto da: Mercedes Rodrigo, Javier Gómez Santander, Esther Martínez Lobato e Álex Pina

### Trama
All'interno di un night club in Spagna chiamato "Las Novias Club" lavorano diverse prostitute, fra cui tre in particolare: Coral, Gina e Wendy. Il proprietario del locale, Romeo, è un protettore di alto livello attorniato dai sue scagnozzi, fratelli tra loro, Christian e Moisès. Al termine del funerale della moglie di Romeo, quest'ultimo torna al club, dove ordina alle sue prostitute di tornare a lavorare per non interrompere gli affari e rischiare di perdere sul mercato. In un flashback, Coral trova lavoro nel bordello in seguito ad un colloquio con Romeo, dove quest'ultimo sembra essere particolarmente interessato a lei. Nel presente, Gina è nei guai perché è finita nei debiti con il suo protettore, al quale deve 6979 euro per delle spese pre-pagate. Quando la donna dice di non poter permettersi una cifra simile, Romeo minaccia la sua famiglia, portandola impulsivamente a colpirlo con un oggetto. Il colpo non va a segno, e i due iniziano una colluttazione: Gina, ferita da Romeo con una penna, riceve il soccorso di Coral e Wendy, le quali riescono a sbarazzarsi del boss colpendolo alla testa con un trofeo. Lasciando Romeo con la testa sanguinante per terra, le tre ragazze fuggono con l'auto di Coral; successivamente si pentono di averlo fatto e decidono di tornare al club per assumersi le loro responsabilità, ma nel farlo si scontrano con un gruppo di prostitute che vogliono rivendicare il loro capo. La Madame del club, Charlotte, cerca di attaccarle con un machete, ma muore nella colluttazione investita da un tir, dopo essere stata buttata in strada dallo scontro con l'auto guidata da Wendy. Le tre donne vanno a casa di un cliente del bordello, che fa il veterinario, e salvano Gina tamponandole la lacerazione.

## Universo parallelo
- Titolo originale: La realidad paralela
- Diretto da: Jesús Colmenar, David Victori, Óscar Pedraza e Eduardo Chapero-Jackson
- Scritto da: Mercedes Rodrigo, David Barrocal, Javier Gómez Santander, Esther Martínez Lobato e Álex Pina

### Trama
In un flashback, Moisès offre a Gina un posto di lavoro come cameriera: solo successivamente si scopre che è solo una truffa fatta a tutte le ragazze, per poi costringerle a restare a lavorare nel club come donne dai facili costumi. Nel presente, Christian e Moisès interrogano le ragazze su dove possano trovarsi le fuggitive: arrivano ad ucciderne una in particolare, Bambi, incolpata da tutte le altre colleghe di sapere dove siano le ricercate. Coral, Gina e Wendy trovano una struttura dove restare per alcune ore, per mangiare e passare la notte. Il mattino dopo, Coral si allontana per fare la spesa (durante il tragitto assume delle pillole), e nel mentre riceve una chiamata da Romeo: quest'ultimo, al contrario di Charlotte, non è morto sul colpo, ma gli sono rimasti paralizzati il braccio e la gamba sinistra. Dopo aver minacciato Coral di trovarle e torturarle per fargli sentire il suo stesso dolore, passa a Christian e Moisès un cellulare con localizzatore collegato a quello di Coral per poter tracciare la loro posizione e ordina ai due scagnozzi di portargliele vive. Gina, al telefono, parla con sua madre e le racconta dei guai in cui è finita. Coral, ritornando, racconta alle ragazze della chiamata ricevuta da Romeo e del fatto che lui vuole trovarle. In quel momento, nella struttura entra un poliziotto che prova ad arrestare le ragazze, ma queste ultime hanno la meglio e, dopo averlo colpito, lo legano al letto, gli rubano il portafogli e la pistola e scappano. Christian e Moisès seppelliscono nel deserto il corpo di Bambi e rintracciano le fuggitive. Scoprono subito dopo che queste sono salite a bordo di un autobus diretto in città.

## L'amore di una prostituta
- Titolo originale: El amor de las putas
- Diretto da: Javier Quintas e Eduardo Chapero-Jackson
- Scritto da: Mercedes Rodrigo, David Barrocal, Javier Gómez Santander, Esther Martínez Lobato e Álex Pina

### Trama
Nei flashback, Coral usa una copertura come insegnante di ripetizione per le figlie di Romeo. Nei vari tragitti da casa del boss al club, viene sempre accompagnata da Moisès, con il quale instaura un rapporto sempre più confidenziale, fino ad arrivare a consumare rapporti sessuali e creare un legame di amore e fiducia. Nel presente, Gina è diretta insieme alle altre due da un suo cliente, di nome Fernando, con il quale afferma di avere una relazione stabile instaurata nel club. Durante l'itinerario in autobus, l'autista del mezzo si accorge di essere seguito da Christian e Moisès e chiede a loro alcune informazioni. Appena scopre la loro copertura, Christian lo picchia al punto da costringere il fratello a portarlo lontano per calmarlo. Moisès capisce che sta male a causa della malattia della loro madre, che la porta a non riconoscere i suoi stessi figli, di conseguenza Christian ha attacchi impulsivi che non riesce a controllare e questo lo porta ad essere scontroso anche senza motivo. Nel frattempo, le fuggitive raggiungono l'albergo di Fernando: Wendy e Coral restano in piscina, dove quest'ultima assume altre pillole e ha uno svenimento in acqua. Gina, invece, in seguito ad un flashback ambientato nel momento in cui conobbe Fernando a "Las Novias Club", lo raggiunge nella sua camera dell'hotel ma scopre che quest'ultimo è interessato a lei solo per un desiderio carnale: dopo aver abusato di lei, la paga cacciandola dalla camera. Mentre Wendy e Gina soccorrono Coral nel momento in cui si sta sentendo male per le pillole, Christian e Moisès arrivano nella piscina.

## Sesso e sangue
- Titolo originale: Polvo y sangre
- Diretto da: Javier Quintas, Albert Pintó e Jesús Colmenar
- Scritto da: Mercedes Rodrigo, Javier Gómez Santander, David Barrocal, Esther Martínez Lobato e Álex Pina

### Trama
In un flashback, Moisès, Coral e Christian sono in ospedale dopo che la madre dei due fratelli ha avuto un incidente: Coral ne approfitta per prendere adrenalina tramite flebo, e si sconnette dalla realtà. Nel presente, Christian e Moisès vengono cacciati dalla piscina grazie all'intervento di Fernando e i suoi agenti di sicurezza, i quali salvano Coral e lasciano andare le ragazze. Queste entrano nella macchina dei protettori e li minacciano con la pistola: il loro piano è essere portare al club per ricevere i passaporti che gli sono stati sottratti all'inizio del loro lavoro per scappare dal paese. Lungo la strada, Moisès con un gioco di sterzo riesce a far sbandare la macchina, creando movimento: dalla pistola tenuta da Wendy parte un colpo che sfiora il collo di Christian. Gli scagnozzi di Romeo scendono dall'auto con Wendy e la minacciano con la pistola, indecisi se ucciderla oppure no. Durante un flashback, Wendy rivela a Coral di non poter moralmente fare la prostituta in quanto è lesbica e non sopporta avere rapporti con gli uomini. Nel presente, mentre Wendy è tenuta sotto scacco dai protettori, le altre due donne scappano con l'auto. Pochi attimi dopo, arriva un'altra macchina con un unico guidatore: Christian lo minaccia di scendere dalla macchina e, in un attimo di agitazione, gli spara in faccia e lo mette nel bagagliaio. Mentre Moisès lo rimprovera per la sua esagerata violenza, Wendy approfitta della loro distrazione per correre il più lontano possibile.

## L'evasione
- Titolo originale: La evasión
- Diretto da: Óscar Pedraza
- Scritto da: Juan Salvador López, Javier Gómez Santander, David Barrocal e Álex Pina

### Trama
Gina rivela di essere incinta di Fernando. Lei e Coral, pentite di aver lasciato Wendy in balia degli uomini di Romeo, decidono di tornare indietro, ma notando le scarpe di Wendy e gli occhiali del malcapitato guidatore, capiscono che la loro compagna è riuscita a scappare. Nel frattempo, Wendy raggiunge un magazzino di giocattoli nel deserto e si nasconde in una mascotte. Mentre Christian e Moisès stanno per trovarla, arriva il proprietario del magazzino che gli punta un fucile e minaccia di chiamare la polizia. I due dicono di essere agenti di polizia in cerca di una pericolosa criminale in fuga, ma in quel momento Wendy esce allo scoperto armata di pistola e rivela la loro identità di papponi, e il fatto di essere una prostituta per costrizione in fuga. Una volta convinto il signore, usa un cellulare per chiamare le ragazze e dire a loro dove si trova, fingendo di essere al telefono con la polizia. Lasciando gli scagnozzi sotto il controllo dell'uomo, esce dalla capanna e incontra le sue amiche, con le quali discute violentemente usando le mani e puntando loro la pistola. Alla fine, Coral promette ad entrambe di tirarle fuori dai guai allo stesso modo in cui ce le ha messe dentro. In un flashback, Wendy spiega a Coral quanto sia pericoloso frequentare Moisès, e che lui non la ama davvero ma finge per mestiere. Nel presente, Coral entra nel magazzino e, minacciando la madre dei due fratelli, si fa dire il codice della cassaforte nell'ufficio di Romeo: 1404. Successivamente si fa dare anche le chiavi dell'auto, in quanto la loro è impantanata nel fango. Con un bacio ironico tra Coral e Moisès, Christian capisce che tra loro c'era qualcosa. Infine, le tre rubano l'auto dei papponi e vanno via, dirette al club per riprendere i loro passaporti.

## Volpi e lepri
- Titolo originale: Liebres o zorra
- Diretto da: Óscar Pedraza
- Scritto da: David Oliva, David Barrocal, Esther Martínez Lobato e Álex Pina

### Trama
Nei flashback, Romeo chiede a Coral di assumere una copertura come insegnante di recupero per le sue figlie. Inizialmente riluttante, la prostituta accetta il lavoro dopo aver scoperto che la moglie di Romeo ha il cancro, e le bambine hanno bisogno di distrazione per non vedere la loro madre in condizioni critiche. Nel presente, le ragazze lavano la macchina ad un autolavaggio, dove si spogliano attirando l'attenzione e i commenti dispregiativi dei passanti. Tornando in auto e proseguendo il viaggio, sentono delle lamentele provenire dal bagagliaio dell'auto e notano che l'uomo che ha subito il colpo alla testa da Christian è sopravvissuto fortunatamente al colpo: le tre decidono di portarlo in ospedale. Christian raccomanda a Moisès di seppellire nel dimenticatoio la sua storia con Coral, in quanto a Romeo non farebbe piacere conoscere l'esistenza di un legame tra di loro. Romeo, ormai destinato a rimanere invalido a vita, viene dimesso dall'ospedale, e mentre viene caricato sull'ambulanza nota da lontano la macchina con Coral, Wendy e Gina venute per portare la vittima di Christian. Le ricercate escono dal parcheggio e scappano verso il deserto. Romeo, grazie all'aiuto di Vitello, un suo scagnozzo, prende il controllo dell'ambulanza e con molta fatica raggiunge il posto guida mentre Vitello prova a neutralizzare l'infermiere. Inizia così una lunga rincorsa nel deserto, al termine della quale le ragazze capiscono che non possono continuare a fuggire, ma sarebbe meglio affrontare la situazione e liberarsi dei loro problemi: andando fuori strada, raggiungono un dirupo e sterzano, trovandosi faccia a faccia con Romeo. Coral punta la pistola al boss, ma successivamente decide di risparmiarlo e spara alle gomme dell'ambulanza, lasciando il protettore e Vitello a terra. Romeo chiama Coral e minaccia di trovarla ovunque andrà, così lei capisce che grazie al telefono possono essere facilmente localizzate: rimuovendo la SIM card del cellulare, la lancia dal finestrino, diventando irrintracciabile per i papponi

## Pensare con il ca**o
- Titolo originale: Pensar con la polla
- Diretto da: David Victori, Javier Quintas e Albert Pintó
- Scritto da: Juan Salvador López, David Oliva, Javier Gómez Santander, David Barrocal, Esther Martínez Lobato e Álex Pina

### Trama
Le ragazze raggiungono la casa del loro cliente medico per tentare di salvare la vita della vittima di Christian, purtroppo senza riuscirci. Romeo viene raggiunto dai suoi uomini e riportato al bordello, dove dimostra la sua sconsolazione per non essere riuscito a catturare le prostitute. Intanto, le tre vanno in un bar che si trova sulla strada verso "Las Novias Club", dove Coral ingerisce delle pillole e decide di organizzare un piano per vendicarsi di Romeo. Fernando fa visita ai papponi per proporre loro di pagare il debito di Gina in cambio della sua libertà: Romeo, capendo che probabilmente l'uomo sa qualcosa sull'ubicazione delle donne, ordina ai suoi di torturarlo con l'acido finché non confessa quello che sa. In quel momento, Christian erroneamente rivela a Romeo di aver perso le ragazze quando sono state nella piscina di Fernando e così il protettore, arrabbiato e deluso, ordina a Moisès di seguire i suoi piani se non vuole interrompere il legame di fratellanza che li lega. Intanto le ragazze, ubriache nel bar, organizzano un piano di vendetta e vanno in un magazzino per recuperare una gru e una moto.

## Trappola per orsi
- Titolo originale: Trampa de osos
- Diretto da: Óscar Pedraza e David Victori
- Scritto da: Juan Salvador López, David Oliva, David Barrocal, Esther Martínez Lobato e Álex Pina

### Trama
Ritornando al momento in cui le donne erano nel bar, Coral spiega il loro piano di vendetta: farsi localizzare dai protettori. Sul percorso lungo il quale fuggiranno dagli scagnozzi di Romeo, scavano una fossa, coprendola con un telo e circondandola di avvisi e segnali stradali luminosi per farli sembrare dei lavori in corso. In questo modo loro supereranno la buca con una moto passando su una trave, mentre i protettori, che le inseguiranno in macchina, cadranno nella trappola e verranno seppelliti da una montagna di sabbia scavata con una gru: le ragazze approfitteranno di quel momento per correre al club e ritirare i loro passaporti, poiché conoscono già la combinazione della cassaforte (1404). In un bagno pubblico, Wendy subisce abusi da un ex cliente a cui prova a spiegare che non è più una prostituta, senza riuscirci: capisce, quindi, che ormai la sua posizione sociale è già stata segnata, e nessuno la vedrà più come una ragazza normale. Nel frattempo, al bordello, gli uomini di Romeo torturano Fernando per farsi dire dove siano le ragazze, ma quest'ultimo sembra essere convinto di non voler parlare, così muore, sciolto nell'acido. I due fratelli, nell'ucciderlo, si rendono conto di come siano diventati degli animali, e del fatto di essere finiti loro stessi nel circolo vizioso di Romeo senza realmente volerne far parte. Nei flashback, Coral e Moisès si baciano ad un faro e parlano del loro futuro. Nel presente, Romeo si arrabbia nuovamente con Moisès poiché capisce della sua storia con la donna, e gli dice che l'unico modo per redimersi e tornare ad essere suo amico è rintracciare le ragazze ed ucciderle tutte. Rimasto da solo, il responsabile del club abusa di cocaina in forti quantità e si avvicina al vetro del suo ufficio; da lì vede entrare Coral, la quale ha rivelato di essere l'unica tra le fuggitive a non poter essere sparata a vista in quanto ha acquisito la fiducia del boss diventando insegnante di ripetizione per le sue figlie (dato che nel curriculum consegnatogli arrivando al club, ha degli studi di scienze e matematica) Coral raggiunge Romeo nel suo ufficio, e i due iniziano una discussione circa la storia tra lei e Moisès. Quest'ultimo, nel frattempo, lascia a piedi suo fratello in quanto non vuole che lui corra rischi in una missione tanto pericolosa. Romeo e Coral, nell'ufficio, iniziano a lottare tra di loro con due sciabole: l'obiettivo del boss è di rendere la ragazza disabile come lui. Dopo alcuni colpi fendenti, la ragazza lancia la sua lama verso la faccia del pappone e, nonostante il colpo vada a vuoto, in quel preciso istante il protettore ha uno collasso cardiocircolatorio a causa dell'abbondante quantità di cocaina assunta precedentemente, in seguito al quale sviene. Coral cerca di aiutarlo a riprendersi, poiché capisce che in fondo il suo obiettivo non è mai stato quello di ucciderlo. Nel frattempo, Moisès raggiunge Wendy e Gina ad una stazione di benzina, ed inizia così l'inseguimento che le ragazze avevano previsto nel piano. Arrivati ai lavori in corso truccati, le due riescono a superarli lungo la trave con la loro moto, mentre lo scagnozzo cade nella trappola organizzata dalle ragazze. Wendy sale a bordo della gru e comincia a scavare la montagna di sabbia sulla macchina di Moisès, il quale, nella confusione, prova a sparare alcuni colpi con la sua pistola. Gina raggiunge Wendy (che ha ormai finito di ricoprire la macchina di sabbia) e vede che qualcosa non va, infatti quest'ultima sanguina da un fianco: un proiettile dell'uomo è andato a segno. Intanto, a "Las Novias Club", in seguito al soccorso di Coral, Romeo si sveglia improvvisamente e prende per il collo la ragazza.